# Jetze Doorman
Jetze Doorman (Balk, Frísia, 2 de juliol de 1881 - Breda, 28 de febrer de 1931) va ser un tirador i pentatleta modern neerlandès que va competir durant el primer quart del segle xx. Va prendre part en cinc edicions dels Jocs Olímpics, en les quals guanyà quatre medalles de bronze.
El 1906, a Atenes i el 1908, a Londres, tingué un paper discret, amb vuit proves disputades i en què destaquen la cinquena posició d'espasa per equips el 1906 i de sabre per equips el 1908. El 1912, als Jocs d'Estocolm va disputar tres proves i guanyà dues medalles de bronze: en espasa i sabre per equips. En aquests mateixos Jocs disputà la competició del pentatló modern, però abandonà.
El 1920, un cop superada la Primera Guerra Mundial, disputà dues proves del programa d'esgrima als Jocs d'Anvers. Guanyà la medalla de bronze en la competició de sabre per equips, mentre en espasa per equips fou setè.
El 1924, a París, disputà els cinquens i darrers Jocs Olímpics, amb una nova medalla de bronze en la competició de sabre per equips.